# Premi e riconoscimenti di Lady Gaga
Questa è la lista che riassume i premi e le candidature ottenuti da Lady Gaga, cantautrice, compositrice, attrice e attivista statunitense.

## Premi musicali

### Principali
- BRIT Award
  - 2010 - Miglior artista solista femminile internazionale[1]
  - 2010 - Miglior rivelazione
  - 2010 - Miglior album internazionale per The Fame
  - 2012 - Candidatura come miglior artista solista femminile internazionale[2]
  - 2014 - Candidatura come miglior artista solista femminile internazionale[3]
- Grammy Awards[4]
  - 2009 - Candidatura come miglior registrazione dance per Just Dance (con Colby O'Donis)[5][6]
  - 2010 - Miglior album dance/elettronico per The Fame[7]
  - 2010 - Miglior registrazione dance per Poker Face
  - 2010 - Candidatura come album dell'anno per The Fame
  - 2010 - Candidatura come registrazione dell'anno per Poker Face
  - 2010 - Candidatura come canzone dell'anno per Poker Face
  - 2011 - Miglior album pop vocale per The Fame Monster[8]
  - 2011 - Miglior performance vocale femminile pop per Bad Romance
  - 2011 - Miglior video in forma corta per Bad Romance
  - 2011 - Candidatura come album dell'anno per The Fame Monster
  - 2011 - Candidatura come miglior collaborazione vocale pop per Telephone (con Beyoncé)
  - 2011 - Candidatura come miglior registrazione dance per Dance in the Dark
  - 2012 - Candidatura come album dell'anno per Born This Way[9]
  - 2012 - Candidatura come miglior album pop vocale per Born This Way
  - 2012 - Candidatura come miglior performance pop solista per Yoü and I
  - 2015 - Miglior album pop vocale tradizionale per Cheek to Cheek (con Tony Bennett)[10]
  - 2016 - Candidatura come miglior canzone scritta per media visuali per Til It Happens to You[11]
  - 2018 - Candidatura come miglior album pop vocale per Joanne[12]
  - 2018 - Candidatura come miglior performance pop solista per Million Reasons
  - 2019 - Miglior performance pop in duetto/gruppo per Shallow[13]
  - 2019 - Miglior canzone scritta per media visuali per Shallow
  - 2019 - Miglior performance pop solista per Joanne (Where Do You Think You're Goin'?)
  - 2019 - Candidatura come registrazione dell'anno per Shallow
  - 2019 - Candidatura come canzone dell'anno per Shallow
  - 2020 - Miglior compilation per media visuali per A Star Is Born Soundtrack[14]
  - 2020 - Miglior canzone scritta per media visuali per I'll Never Love Again
  - 2020 - Candidatura come canzone dell'anno per Always Remember Us This Way
  - 2021 - Miglior performance pop in duetto/gruppo per Rain on Me (con Ariana Grande)
  - 2021 - Candidatura come miglior album pop vocale per Chromatica
  - 2022 - Miglior album pop vocale tradizionale per Love for Sale (con Tony Bennett)[15]
  - 2022 - Candidatura come album dell'anno per Love for Sale (con Tony Bennett)
  - 2022 - Candidatura come miglior performance pop in duetto/gruppo per I Get A Kick Out Of You (con Tony Bennett)
  - 2022 - Candidatura come miglior video musicale per I Get A Kick Out Of You (con Tony Bennett)
  - 2022 - Candidatura come registrazione dell'anno per I Get A Kick Out Of You (con Tony Bennett)
  - 2023 - Candidatura come miglior canzone scritta per media visuali per Hold My Hand[16]
  - 2023 - Candidatura come miglior compilation per media visuali per Top Gun: Maverick (Music from the Motion Picture)
  - 2025 - Candidatura come canzone dell'anno per Die with a Smile (con Bruno Mars)
  - 2025 - Miglior performance pop in duetto/gruppo per Die with a Smile (con Bruno Mars)

### Altri
- American Music Awards[17]
  - 2009 - Candidatura come artista dell'anno
  - 2009 - Candidatura come miglior artista emergente
  - 2009 - Candidatura come miglior artista pop/rock femminile
  - 2009 - Candidatura come miglior album pop/rock per The Fame
  - 2010 - Miglior artista pop/rock femminile[18]
  - 2010 - Candidatura come artista dell'anno
  - 2011 - Candidatura come artista dell'anno[19]
  - 2011 - Candidatura come miglior artista pop/rock femminile
  - 2011 - Candidatura come miglior album pop/rock per Born This Way
  - 2017 - Miglior artista pop/rock femminile
  - 2019 - Candidatura come collaborazione dell'anno per Shallow[20]
  - 2019 - Candidatura come miglior colonna sonora per A Star Is Born Soundtrack
  - 2020 - Miglior artista electronic/dance
  - 2020 - Candidatura come miglior artista pop/rock femminile
  - 2020 - Candidatura come miglior video musicale per Rain on Me (con Ariana Grande)
  - 2020 - Candidatura come miglior collaborazione per Rain on Me (con Ariana Grande)
  - 2025 - Miglior artista electronic/dance
  - 2025 - Miglior video musicale per Die with a Smile (con Bruno Mars)
  - 2025 - Miglior collaborazione per Die with a Smile (con Bruno Mars)
- ARIA Music Awards[21]
  - 2010 - Candidatura come artista internazionale più popolare[22]
  - 2011 - Candidatura come artista internazionale più popolare[23]
- Premio Bambi
  - 2011 - Artista pop internazionale[24]
- BET Awards
  - 2010 - Video dell'anno per Video Phone (con Beyoncé)[25]
  - 2010 - Candidatura come miglior collaborazione per Video Phone (con Beyoncé)
  - 2011 - Candidatura come FANdemonium Award[26]
- Billboard Music Awards
  - 2011 - Miglior artista pop[27]
  - 2011 - Miglior artista dance
  - 2011 - Miglior album dance/elettronico per The Fame
  - 2011 - Candidatura come miglior artista
  - 2011 - Candidatura come miglior artista social
  - 2011 - Candidatura come miglior artista in tour
  - 2011 - Candidatura come miglior artista streaming
  - 2011 - Candidatura come miglior artista digitale
  - 2011 - Candidatura come miglior artista femminile
  - 2011 - Candidatura come artista preferita dai fan
  - 2011 - Candidatura come miglior album pop per The Fame
  - 2011 - Candidatura come miglior canzone dance per Bad Romance
  - 2011 - Candidatura come miglior canzone in streaming (video) per Bad Romance
  - 2011 - Candidatura come miglior canzone dance per Telephone (con Beyoncé)
  - 2011 - Candidatura come miglior album dance/elettronico per The Fame Monster
  - 2011 - Candidatura come miglior album dance/elettronico per The Remix
  - 2012 - Artista più influente[28][29]
  - 2012 - Miglior fashion artist
  - 2012 - Miglior artista dance
  - 2012 - Miglior album dance/elettronico per Born This Way
  - 2012 - Candidatura come miglior artista
  - 2012 - Candidatura come miglior artista social
  - 2012 - Candidatura come miglior artista della Billboard 200
  - 2012 - Candidatura come miglior artista digitale
  - 2012 - Candidatura come miglior artista femminile
  - 2012 - Candidatura come miglior artista pop
  - 2012 - Candidatura come miglior album pop per Born This Way
  - 2012 - Candidatura come miglior album nella Billboard 200 per Born This Way
  - 2012 - Candidatura come miglior album dance/elettronico per The Fame
  - 2013 - Candidatura come miglior artista in tour[30]
  - 2014 - Candidatura come miglior artista dance/elettronico[31]
  - 2014 - Candidatura come miglior album dance/elettronico per Artpop
  - 2014 - Candidatura come miglior canzone elettronica/dance per Applause
  - 2015 - Candidatura come miglior artista in tour[32]
  - 2019 - Candidatura come miglior artista nelle vendite
  - 2019 - Candidatura come "Premio Traguardo In Classifica" (con Bradley Cooper)
  - 2019 - Candidatura come miglior canzone nelle vendite per Shallow
  - 2019 - Candidatura come miglior colonna sonora per A Star Is Born Soundtrack
  - 2021 - Miglior artista dance/elettronico
  - 2021 - Miglior album dance/elettronico per Chromatica
  - 2021 - Candidatura come miglior canzone dance/elettronica per Stupid Love
  - 2021 - Candidatura come miglior canzone dance/elettronica per Rain on Me (con Ariana Grande)
  - 2022 - Miglior artista dance/elettronico
- Billboard Women in Music
  - 2009 - Premio Stella Nascente
  - 2015 - Donna dell'Anno
- BMI Awards
  - 2010 - Canzone vincitrice per Just Dance (con Colby O'Donis)[33][34]
  - 2010 - Canzone vincitrice per Poker Face
  - 2010 - Canzone vincitrice per LoveGame
  - 2011 - Canzone vincitrice per Paparazzi[35]
  - 2011 - Canzone vincitrice per Bad Romance
  - 2011 - Canzone vincitrice per Telephone (con Beyoncé)
  - 2011 - Canzone vincitrice per Alejandro
  - 2011 - Cantautrici BMI dell'anno
  - 2012 - Canzone vincitrice per Born This Way[36]
  - 2012 - Canzone vincitrice per The Edge of Glory
  - 2013 - Canzone vincitrice per Yoü and I[37]
  - 2015 - Canzone vincitrice per Applause[38]
  - 2015 - Canzone vincitrice per Do What U Want (con R. Kelly)
- Dorian Awards
  - 2011 - Programma TV musicale dell'anno per Lady Gaga Presents the Monster Ball Tour: At Madison Square Garden
  - 2016 - Candidatura come programma TV musicale dell'anno per Til It Happens to You agli 88° Academy Awards
  - 2018 - Candidatura come programma TV musicale dell'anno per Halftime Show del Super Bowl LI
  - 2019 - Miglior performance musicale televisiva dell'anno per Shallow ai 91° Academy Awards
  - 2019 - Più grande artista del decennio
- Premio Echo
  - 2010 - Miglior artista femminile internazionale[39][40]
  - 2010 - Miglior artista internazionale emergente
  - 2010 - Miglior canzone internazionale/nazionale dell'anno per Poker Face
  - 2010 - Candidatura come miglior album internazionale/nazionale dell'anno per The Fame
  - 2012 - Candidatura come miglior artista femminile internazionale[41]
- Emma gaala
  - 2010 - Candidatura come artista straniero dell'anno
  - 2012 - Artista straniero dell'anno
- ESKA Music Awards
  - 2009 - Miglior nuovo artista
  - 2011 - Miglior artista internazionale
- GLAAD Media Awards
  - 2010 - Miglior artista musicale
  - 2012 - Miglior artista musicale
  - 2014 - Candidatura come miglior artista musicale
  - 2017 - Candidatura come miglior artista musicale
- Glamour Awards
  - 2013 - Donna dell'anno
  - 2014 - Candidatura come musicista internazionale
- iHeart Radio Music Awards
  - 2014 - Candidatura per i migliori fan (Little Monsters)
  - 2016 - Miglior canzone da un film per Til It Happens to You
  - 2016 - Candidatura come Biggest Triple Threat
  - 2017 - Candidatura per i migliori fan (Little Monsters)
  - 2019 - Song that left us shook per I'll Never Love Again
  - 2019 - Candidatura per l'animale domestico di un musicista più carino a Miss Asia
  - 2019 - Candidatura come miglior cover di una canzone per Your Song
  - 2021 - Candidatura come miglior video musicale per Rain on Me (con Ariana Grande)
  - 2021 - Candidatura come canzone dance dell'anno per Rain on Me (con Ariana Grande)
  - 2021 - Candidatura come miglior coreografia in un video musicale per Rain on Me (con Ariana Grande)
  - 2025 - Innovator Award
  - 2025 - Miglior collaborazione per Die with a Smile (con Bruno Mars)
- International Dance Music Awards
  - 2009 - Miglior artista solista
  - 2009 - Miglior traccia pop dance per Just Dance (con Colby O'Donis)
  - 2009 - Candidatura come miglior video musicale per Just Dance (con Colby O'Donis)
  - 2010 - Miglior artista solista
  - 2010 - Miglior video musicale per Bad Romance
  - 2010 - Candidatura come miglior album per The Fame Monster
  - 2010 - Candidatura come miglior traccia pop dance per Bad Romance
  - 2011 - Miglior artista solista
  - 2011 - Miglior traccia pop dance per Alejandro
  - 2011 - Candidatura come miglior video musicale per Telephone (con Beyoncé)
  - 2012 - Candidatura come miglior artista solista
  - 2012 - Candidatura come miglior video musicale per Judas
  - 2012 - Candidatura come miglior traccia pop dance per Born This Way
  - 2014 - Candidatura come miglior artista solista
  - 2014 - Candidatura come miglior video musicale per Applause
- Japan Gold Disc Awards
  - 2010 - Miglior nuovo artista internazionale
  - 2010 - Miglior nuovo artista
  - 2011 - Artista internazionale dell'anno
  - 2012 - Artista internazionale dell'anno
  - 2012 - Album dell'anno per Born This Way
  - 2012 - Album occidentale dell'anno per Born This Way
  - 2012 - Canzone dell'anno per Born This Way
  - 2013 - Miglior video musicale per Lady Gaga Presents the Monster Ball Tour: At Madison Square Garden
  - 2014 - Miglior album internazionale per Artpop
  - 2015 - Album jazz dell'anno per Cheek to Cheek (con Tony Bennett)
- Juno Awards
  - 2012 - Candidatura come album Internazionale dell'Anno per Born This Way
- Los Angeles Italia Film, Fashion and Art Fest
  - 2016 - Canzone dell'Anno per Til It Happens to You
- Meteor Music Awards
  - 2010 - Miglior artista femminile internazionale
  - 2010 - Candidatura come miglior album internazionale per The Fame Monster
- MOBO Awards
  - 2009 - Candidatura come miglior artista internazionale
- MTV Australia Awards
  - 2009 - Candidatura come miglior artista emergente
  - 2009 - Candidatura come miglior video per Poker Face
- MTV Europe Music Awards
  - 2009 - Miglior nuovo artista
  - 2009 - Candidatura come miglior artista femminile
  - 2009 - Candidatura come miglior artista MTV World Stage
  - 2009 - Candidatura come miglior artista live
  - 2009 - Candidatura come miglior canzone per Poker Face
  - 2010 - Miglior artista femminile
  - 2010 - Miglior artista pop
  - 2010 - Miglior canzone per Bad Romance
  - 2010 - Candidatura come miglior artista live
  - 2010 - Candidatura come miglior video per Telephone (con Beyoncé)
  - 2011 - Miglior artista femminile
  - 2011 - Migliori fan
  - 2011 - Miglior canzone per Born This Way
  - 2011 - Miglior video per Born This Way
  - 2011 - Candidatura come miglior artista live
  - 2011 - Candidatura come miglior artista statunitense
  - 2011 - Candidatura come miglior artista pop
  - 2012 - Candidatura come miglior artista live
  - 2012 - Candidatura come miglior video per Marry the Night
  - 2012 - Candidatura come migliori fan
  - 2013 - Candidatura come miglior artista femminile
  - 2013 - Candidatura come miglior look
  - 2013 - Candidatura come migliori fan
  - 2013 - Candidatura come miglior video per Applause
  - 2015 - Candidatura come miglior artista live (con Tony Bennett)
  - 2016 - Miglior artista femminile
  - 2016 - Miglior look
  - 2016 - Candidatura come migliori fan
  - 2020 - Miglior artista
  - 2020 - Miglior artista statunitense
  - 2020 - Candidatura come miglior artista pop
  - 2020 - Candidatura come migliori fan
  - 2020 - Candidatura come miglior video per Rain on Me (con Ariana Grande)
  - 2020 - Candidatura come miglior canzone per Rain on Me (con Ariana Grande)
  - 2020 - Candidatura come miglior collaborazione per Rain on Me (con Ariana Grande)
  - 2024 - Candidatura come miglior collaborazione per Die with a Smile (con Bruno Mars)
- MTV Italia Awards (fino al 2012 conosciuti come TRL Awards, ed in seguito fino al 2017 come TIM MTV Awards)
  - 2010 - Candidatura come Premio "My First Lady"
  - 2010 - Candidatura come Premio TRL per il miglior look
  - 2011 - Premio "Wonder Woman"
  - 2011 - Candidatura come miglior look
  - 2011 - Candidatura come Premio "Too Much"
  - 2012 - Candidatura come Premio "Wonder Woman"
  - 2012 - Candidatura come miglior look
  - 2015 - Premio "MTV Star"
  - 2015 - Candidatura come migliori fan
  - 2016 - Candidatura come Artist Saga
  - 2016 - Candidatura come miglior look
  - 2016 - Candidatura come Premio "MTV Star"
  - 2017 - Candidatura come miglior artista femminile internazionale
  - 2017 - Candidatura come Artist Saga
- MTV O Music Awards
  - 2011 - Artista Innovativo
  - 2011 - Artista più seguito su Twitter
  - 2011 - Candidatura come GIF Animata Preferita
  - 2011 - Candidatura come Fan Army FTW
- MTV Video Music Awards
  - 2009 - Miglior artista esordiente
  - 2009 - Migliori effetti speciali per Paparazzi
  - 2009 - Miglior direzione artistica per Paparazzi
  - 2009 - Candidatura come video dell'Anno per Poker Face
  - 2009 - Candidatura come miglior video femminile per Poker Face
  - 2009 - Candidatura come miglior video pop per Poker Face
  - 2009 - Candidatura come miglior direzione  per Paparazzi
  - 2009 - Candidatura come miglior montaggio  per Paparazzi
  - 2009 - Candidatura come miglior cinematografia  per Paparazzi
  - 2010 - Video dell'anno per Bad Romance
  - 2010 - Miglior video femminile per Bad Romance
  - 2010 - Miglior video pop per Bad Romance
  - 2010 - Miglior video dance per Bad Romance
  - 2010 - Miglior coreografia per Bad Romance
  - 2010 - Miglior direzione per Bad Romance
  - 2010 - Miglior montaggio per Bad Romance
  - 2010 - Miglior collaborazione per Telephone (con Beyoncé)
  - 2010 - Candidatura come miglior coreografia per Telephone (con Beyoncé)
  - 2010 - Candidatura come video dell'anno per Telephone (con Beyoncé)
  - 2010 - Candidatura come miglior direzione artistica per Bad Romance
  - 2010 - Candidatura come miglior cinematografia per Bad Romance
  - 2011 - Miglior video femminile per Born This Way
  - 2011 - Miglior video con un messaggio per Born This Way
  - 2011 - Candidatura come miglior coreografia per Judas
  - 2011 - Candidatura come miglior direzione artistica per Judas
  - 2019 - Candidatura come canzone dell'anno per Shallow
  - 2019 - Candidatura come miglior collaborazione per Shallow
  - 2020 - Tricon Award[42]
  - 2020 - Artista dell'anno
  - 2020 - Canzone dell'anno per Rain on Me (con Ariana Grande)
  - 2020 - Miglior collaborazione per Rain on Me (con Ariana Grande)
  - 2020 - Miglior cinematografia per Rain on Me (con Ariana Grande)
  - 2020 - Candidatura come video dell'anno per Rain on Me (con Ariana Grande)
  - 2020 - Candidatura come miglior video pop per Rain on Me (con Ariana Grande)
  - 2020 - Candidatura come migliori effetti speciali per Rain on Me (con Ariana Grande)
  - 2020 - Candidatura come miglior coreografia per Rain on Me (con Ariana Grande)
  - 2020 - Candidatura come miglior performance in quarantena per Smile da One World: Together at Home
  - 2021 - Candidatura come miglior cinematografia per 911
  - 2021 - Candidatura come miglior direzione artistica per 911
  - 2024 - Candidatura come performance più iconica per Paparazzi ai VMA 2009
  - 2025 - Candidatura come Video dell’anno per Die with a Smile
  - 2025 - Candidatura come Artista dell’anno
  - 2025 - Candidatura come Canzone dell’anno per Die with a Smile
  - 2025 - Candidatura come Miglior collaborazione per Die with a Smile
  - 2025 - Candidatura come Miglior canzone pop per Die with a Smile
  - 2025 - Candidatura per la miglior direzione per Abracadabra
  - 2025 - Candidatura come miglior direzione artistica per Abracadabra
  - 2025 - Candidatura per la miglior cinematografia per Abracadabra
  - 2025 - Candidatura come miglior editing per Abracadabra
  - 2025 - Candidatura per la migliore coreografia per Abracadabra
  - 2025 - Candidatura per i migliori effetti speciali per Abracadabra
  - 2025 - Candidatura come Miglior album per Mayhem
- MTV Video Music Awards Japan
  - 2010 - Miglior video dance per Poker Face
  - 2010 - Candidatura come miglior video femminile per Poker Face
  - 2010 - Candidatura come video dell'anno per Poker Face
  - 2010 - Candidatura come miglior canzone da karaoke per Poker Face
  - 2010 - Candidatura come miglior collaborazione per Video Phone
  - 2011 - Video dell'anno per Born This Way
  - 2011 - Miglior video dance per Born This Way
  - 2011 - Miglior video femminile per Born This Way
  - 2012 - Candidatura come album dell'anno per Born This Way
  - 2012 - Candidatura come video dell'anno per Yoü and I
  - 2012 - Candidatura come miglior canzone da karaoke per Judas
  - 2014 - Miglior video pop per Applause
  - 2014 - Candidatura come video dell'anno per Applause
  - 2025 - Miglior video solista internazionale per Disease
- MTV Video Music Awards Latin America
  - 2009 - Miglior nuovo artista internazionale
  - 2009 - Canzone dell'anno per Poker Face
  - 2009 - Candidatura come miglior artista pop internazionale
  - 2009 - Candidatura come miglior suoneria per Poker Face
- MuchMusic Video Awards
  - 2009 - Video Internazionale dell'Anno - Artista per Poker Face
  - 2009 - Candidatura come "Il Tuo Artista Internazionale Preferito" per Poker Face
  - 2010 - Candidatura come vdeo Internazionale dell'Anno - Artista per Telephone (con Beyoncé)
  - 2010 - Candidatura come "Il Tuo Artista Internazionale Preferito" per Telephone (con Beyoncé)
  - 2011 - Video Internazionale dell'Anno - Artista per Judas
  - 2011 - "Il Tuo Artista Internazionale Preferito" per Born This Way
  - 2011 - Candidatura come video Più Riprodotto dell'Anno per Alejandro
  - 2012 - Candidatura come vdeo Internazionale dell'Anno - Artista per Marry the Night
- Nickelodeon Kids' Choice Awards
  - 2010 - Candidatura come cantante Femminile Preferita
  - 2010 - Candidatura come canzone Preferita per Paparazzi
  - 2012 - Candidatura come cantante Femminile Preferita
  - 2012 - Candidatura come canzone Preferita per Born This Way
  - 2014 - Candidatura come cantante Femminile Preferita
- NME Awards
  - 2010 - Meglio Vestita
  - 2010 - Peggio Vestita
  - 2011 - Eroe dell'Anno
  - 2017 - Miglior Twitter
  - 2018 - Miglior Film Musicale per Gaga: Five Foot Two
- NRJ Awards
  - 2010 - Artista Emergente dell'Anno
  - 2010 - Candidatura come album internazionale dell'anno per The Fame
  - 2010 - Candidatura come canzone internazionale dell'anno per Poker Face
  - 2011 - Video musicale dell'anno per Telephone (con Beyoncé)
  - 2011 - Candidatura come cantante Femminile Internazionale dell'Anno
  - 2011 - Candidatura come performance live dell'anno
  - 2011 - Candidatura come canzone internazionale dell'anno per Bad Romance
  - 2011 - Candidatura come band/collaborazione/compagnia Internazionale dell'anno per Telephone (con Beyoncé)
  - 2012 - Candidatura come video musicale dell'anno per Born This Way
  - 2016 - Candidatura come cantante femminile internazionale dell'anno
  - 2019 - Miglior duo/gruppo internazionale (con Bradley Cooper)
  - 2019 - Candidatura come miglior artista internazionale femminile
  - 2020 - Candidatura come miglior artista internazionale femminile
  - 2020 - Miglior collaborazione internazionale per Rain on Me (con Ariana Grande)
  - 2020 - Candidatura come video musicale dell'anno per Rain on Me (con Ariana Grande)
  - 2022 - Cantante Femminile Internazionale dell'Anno
  - 2024 - Miglior collaborazione internazionale per Die with a Smile (con Bruno Mars)
- People's Choice Awards
  - 2010 - Nuovo Artista Preferito
  - 2010 - Artista Pop Preferito
  - 2011 - Candidatura come Artista Femminile Preferita
  - 2011 - Candidatura come Artista Pop Preferito
  - 2011 - Candidatura come Video Musicale Preferito per Telephone (con Beyoncé)
  - 2011 - Candidatura come Canzone Preferita per Telephone (con Beyoncé)
  - 2012 - Album dell'Anno Preferito per Born This Way
  - 2012 - Candidatura come Artista Pop Preferito
  - 2012 - Candidatura come Artista Femminile Preferita
  - 2012 - Candidatura come Canzone Preferita per The Edge of Glory
  - 2012 - Candidatura come Video Musicale Preferito per Judas
  - 2014 - Candidatura come Fans Preferiti (Little Monsters)
  - 2016 - Candidatura come Attrice TV Sci-Fi/Fantasy Preferita per American Horror Story: Hotel
  - 2017 - Candidatura come Star dei Social Preferita
  - 2020 - Candidatura come Artista Femminile del 2020
  - 2020 - Candidatura come Celebrità Social del 2020
  - 2020 - Candidatura come StyleStar del 2020
  - 2020 - Candidatura come Album del 2020 per Chromatica
  - 2020 - Candidatura come Canzone del 2020 per Rain on Me (con Ariana Grande)
  - 2020 - Candidatura come Collaborazione del 2020 per Rain on Me (con Ariana Grande)
- Pollstar Awards
  - 2010 - Candidatura come miglior nuovo artista in tour
  - 2011 - Candidatura come tour più grande dell'anno per The Monster Ball Tour
  - 2011 - Candidatura come produzione del palco più creativa per The Monster Ball Tour
  - 2012 - Tour più grande dell'Anno  per The Monster Ball Tour
  - 2012 - Candidatura come produzione del palco più creativa per The Monster Ball Tour
  - 2022 - Miglior residency show per Jazz & Piano
- Premios 40 Principales
  - 2009 - Candidatura come miglior canzone internazionale per Poker Face
  - 2010 - Miglior artista internazionale
  - 2010 - Miglior canzone internazionale per Bad Romance
- Q Awards
  - 2009 - Miglior video per Just Dance (con Colby O'Donis)
  - 2009 - Candidatura come miglior artista emergente
  - 2010 - Candidatura come miglior artista femminile
  - 2010 - Candidatura come miglior artista live
  - 2011 - Candidatura come miglior video per Judas
  - 2012 - Candidatura come miglior artista nel mondo
- Teen Choice Awardss
  - 2009 - Choice Music: Hook Up per Just Dance (con Colby O'Donis)
  - 2009 - Candidatura come Choice Music: Artista Femminile
  - 2009 - Candidatura come Choice Music: Artista Emergente
  - 2009 - Candidatura come Choice Celebrità Ballerina
  - 2009 - Candidatura come Album (Artista Femminile) per The Fame
  - 2009 - Candidatura come Choice Music: Canzone per Poker Face
  - 2010 - Choice Star Estiva della Musica - Donne
  - 2010 - Choice Music: Artista Femminile
  - 2010 - Candidatura come Choice Icona Fashion del Red Carpet - Donne
  - 2010 - Candidatura come Choice Music: Album - Pop per The Fame Monster
  - 2010 - Candidatura come Choice Music: Canzone per Bad Romance
  - 2010 - Candidatura come Choice Music: Hook Up per Telephone (con Beyoncé)
  - 2010 - Candidatura come Choice Estate: Canzone per Alejandro
  - 2011 - Candidatura come Choice Music: Artista Femminile
  - 2011 - Candidatura come Choice Icona Fashion del Red Carpet - Donne
  - 2011 - Candidatura come Choice Music: Canzone per Born This Way
  - 2013 - Candidatura come Choice Other: Personalità Twitter
  - 2014 - Candidatura come Choice Regina dei Social Media
  - 2015 - Candidatura come Choice Twit
  - 2015 - Candidatura come Choice Fandom (Little Monsters)
  - 2016 - Candidatura come Choice Regina dei Social Media
  - 2016 - Candidatura come Choice Twit
  - 2016 - Candidatura come Choice Selfie Taker
  - 2019 - Candidatura come Choice Song from a Movie per Shallow
  - 2019 - Candidatura come Choice Collaboration per Shallow
- UK Music Video Awards
  - 2009 - Miglior video internazionale per Paparazzi
  - 2010 - Miglior video internazionale per Bad Romance
  - 2010 - Candidatura come miglior video internazionale per Telephone (con Beyoncé)
- Virgin Media Music Awards
  - 2009 - Shameless Publicity Seeker
  - 2009 - Donna più sexy
  - 2009 - Miglior Album per The Fame
  - 2009 - Candidatura come miglior artista emergente
  - 2009 - Candidatura come miglior artista femminile solista
  - 2009 - Candidatura come twit dell'anno
  - 2009 - Candidatura come miglior traccia per Just Dance (con Colby O'Donis)
  - 2010 - Miglior artista live
  - 2010 - Leggenda dell'anno
  - 2010 - Miglior collaborazione (con Beyoncé)
  - 2010 - Miglior video per Telephone (con Beyoncé)
  - 2010 - Candidatura come donna più sexy
  - 2010 - Candidatura come Best Solo Female
  - 2010 - Candidatura come Shameless Publicity Seeker
  - 2010 - Candidatura come miglior canzone per Telephone (con Beyoncé)
  - 2012 - Donna più sexy
  - 2012 - Miglior artista femminile solista
  - 2012 - Miglior album per Born This Way
  - 2012 - Miglior video per Born This Way
  - 2012 - Miglior traccia per Born This Way
- World Music Awards
  - 2010 - Miglior artista pop/rock del Mondo
  - 2010 - Miglior artista nelle vendite in America
  - 2010 - Miglior nuovo artista del Mondo
  - 2010 - Miglior canzone dell'anno del mondo per Poker Face
  - 2010 - Miglior album dell'anno del mondo per The Fame
  - 2014 - Miglior intrattenitore femminile del mondo
  - 2014 - Miglior artista live femminile del mondo
  - 2014 - Miglior album dell'anno del mondo di un artista femminile per Artpop
  - 2014 - Miglior canzone di un artista femminile del mondo per Applause
  - 2014 - Candidatura come miglior fanbase del mondo
  - 2014 - Candidatura come miglior artista femminile del mondo
  - 2014 - Candidatura come miglior album dell'anno del mondo di un artista femminile per Born This Way
  - 2014 - Candidatura come miglior video del mondo per Applause
  - 2014 - Candidatura come miglior canzone del mondo per Do What U Want (con R. Kelly)
  - 2014 - Candidatura come miglior canzone del mondo per G.U.Y.
  - 2014 - Candidatura come miglior video del mondo per G.U.Y.
  - 2014 - Candidatura come miglior canzone del mondo per Marry the Night
  - 2014 - Candidatura come miglior video del mondo per Marry the Night
  - 2014 - Candidatura come miglior canzone del mondo per The Lady is a Tramp (con Tony Bennett)
  - 2014 - Candidatura come miglior video del mondo per The Lady is a Tramp (con Tony Bennett)
- YouTube Music Awards
  - 2013 - Candidatura come video dell'anno per Applause
  - 2015 - 50 Artisti da guardare

## Premi cinematografici e televisivi

### Principali
- Premio Oscar
  - 2016 – Candidatura alla miglior canzone originale per Til It Happens to You
  - 2019 – Miglior canzone originale per Shallow
  - 2019 – Candidatura alla miglior attrice per A Star Is Born
  - 2023 – Candidatura alla miglior canzone originale per Hold My Hand

- BAFTA
  - 2019 - Miglior colonna sonora per A Star Is Born
  - 2019 - Candidatura come migliore attrice protagonista per A Star Is Born
  - 2022 - Candidatura come migliore attrice protagonista per House of Gucci
- Emmy Awards
  - 2011 - Candidatura come miglior speciale di varietà, musica o commedia per Lady Gaga Presents the Monster Ball Tour: At Madison Square Garden
  - 2015 - Candidatura come miglior speciale di varietà, musica o commedia per Cheek to Cheek Live!
  - 2017 - Candidatura come miglior programma di classe speciale per Super Bowl LI Halftime Show Starring Lady Gaga
  - 2022 - Candidatura come miglior speciale di varietà, musica o commedia per One Last Time: An Evening with Tony Bennett and Lady Gaga
- Sports Emmy Awards
  - 2025 - Miglior direzione musicale per Hold My Hand al Super Bowl LIX pre-show

- Golden Globe
  - 2012 - Candidatura come miglior canzone originale per Hello, Hello (con Elton John)
  - 2016 - Miglior attrice in una miniserie o film per la TV per American Horror Story: Hotel
  - 2019 - Miglior canzone originale per Shallow
  - 2019 - Candidatura come miglior attrice in un film drammatico per A Star Is Born
  - 2022 - Candidatura come miglior attrice in un film drammatico per House of Gucci
  - 2023 - Candidatura come miglior canzone originale per Hold My Hand
- Screen Actors Guild Awards
  - 2019 - Candidatura come migliore attrice protagonista cinematografica per A Star Is Born
  - 2019 - Candidatura come miglior cast cinematografico per A Star Is Born
  - 2022 - Candidatura come migliore attrice protagonista cinematografica per House of Gucci
  - 2022 - Candidatura come miglior cast cinematografico per House of Gucci

### Altri
- Capri, Hollywood International Film Festival[43][44]
  - 2022 - Miglior attrice per House of Gucci
  - 2022 - Attrice italo-americana dell'anno per House of Gucci
- Critics' Choice Awards
  - 2012 - Candidatura come migliore canzone per Hello, Hello (con Elton John)[45]
  - 2016 - Candidatura come migliore canzone per Til It Happens to You[46]
  - 2019 - Miglior canzone per Shallow
  - 2019 - Miglior attrice (ex aequo con Glenn Close) per A Star Is Born
  - 2022 - Candidatura come migliore attrice per House of Gucci
- Fangoria Chainsaw Awards
  - 2016 - Candidatura come miglior attrice in una serie TV per American Horror Story: Hotel
- Georgia Film Critics Association
  - 2015 - Candidatura come miglior canzone originale per Til It Happens to You
- Gracie Awards
  - 2012 - Miglior documentario per Lady Gaga: Inside the Outside
- Hollywood Critics Association Film Awards
  - 2022 - Candidatura come migliore attrice per House of Gucci
- Hollywood Music in Media Awards
  - 2015 - Miglior canzone originale in un documentario per Til It Happens to You
  - 2018 - Miglior canzone originale in un film per Shallow
- MTV Movie & TV Awards
  - 2018 - Miglior documentario musicale per Gaga: Five Foot Two
  - 2019 - Miglior performance in un film per A Star Is Born
  - 2019 - Miglior momento musicale per Shallow
  - 2023 - Candidatura come miglior canzone per Hold My Hand
- National Board of Review
  - 2018 - Miglior attrice protagonista per A Star Is Born
- New York Film Critics Circle Awards[47]
  - 2021 - Miglior attrice protagonista per House of Gucci
- Palm Springs International Film Awards
  - 2022 - Icon Award
- Poppy Awards
  - 2016 - Migliore Attrice Protagonista - Serie TV o Film per American Horror Story: Hotel
- Razzie Awards
  - 2013 - Candidatura come peggior attrice non protagonista per Machete Kills
  - 2024 - Candidatura come peggior attrice protagonista per Joker: Folie à Deux
  - 2024 - Peggior coppia per Joker: Folie à Deux (con Joaquin Phoenix)
- Satellite Awards
  - 2011 - Candidatura come miglior canzone originale Hello Hello (con Elton John)
  - 2016 - Miglior canzone originale per Til It Happens to You
  - 2016 - Candidatura come miglior attrice - serie TV drammatica per American Horror Story: Hotel
  - 2018 - Miglior canzone originale per Shallow
  - 2018 - Candidatura come miglior attrice in un film - commedia o musical per A Star Is Born
  - 2021 - Candidatura come miglior attrice in un film - dramma per House of Gucci
  - 2023 - Miglior canzone originale per Hold My Hand
- Seattle Film Critics Society Awards
  - 2019 - Candidatura come miglior attrice per A Star Is Born
- St. Louis Gateway Film Critics Association Awards
  - 2015 - Candidatura come miglior canzone per Til It Happens to You
  - 2018 - Candidatura come migliore attrice per A Star Is Born
  - 2018 - Candidatura come miglior colonna sonora per A Star Is Born
  - 2021 - Candidatura come migliore attrice per House of Gucci
- Washington D.C. Area Film Critics Association
  - 2018 - Miglior attrice per A Star Is Born
  - 2021 - Candidatura come migliore attrice per House of Gucci

## Premi speciali ed umanitari
- ADL Awards
  - 2015 - Making a Difference
- Beloved Community Awards
  - 2021 - Yolanda Denis King "Higher Ground" Award per il suo impegno umanitario, soprattutto a sostegno del movimento Black Lives Matter
- Columbus Citizens Foundation
  - 2015 - Premio Umanitario (Cynthia Germanotta)
- Stonewall Awards 
  - 2011 - Eroe dell'Anno per aver influenzato positivamente la vita della comunità LGBT inglese
- British LGBT Awards
  - 2017 - Candidatura come "LGBT+ Celebrità"
- Eleanor Roosevelt Legacy Committee
  - 2015 - Eleanor's Legacy Award a Lady Gaga, Cynthia Germanotta e Born This Way Foundation per il loro impegno nel sensibilizzare le persone sul pericolo e prevenzione degli abusi sessuali
- Jane Ortner Education Award
  - 2016 - Premio artista Jane Ortner per gli ideali di istruzione delle collettività e per aver dimostrato passione e dedizione nell'educare tramite le arti
- LennonOno Grant for Peace 
  - 2012 - Premio Lennon Ono Garante della pace
- Miss Gay America
  - 2017 - Miss Gay America Onoraria per il suo impegno con la Born This Way Foundation e l'attivismo LGBT
- National Arts Awards
  - 2015 - Premio Giovane Artista che celebra individui che hanno raggiunto grandi traguardi ancora in giovane età
- SAG-AFTRA Foundation
  - 2018 - Artist Inspiration Award
- Songwriters Hall of Fame
  - 2015 - Icona Contemporanea
- Servicemembers Legal Defense Network
  - 2011 - Randy Shilts Visibility Award per il sostegno all'abrogazione della legge "Don't Ask, Don't Tell"
- The Trevor Projects Awards 
  - 2011 - Eroe Trevor per l'aiuto nella prevenzione dei casi di suicidio nella comunità LGBT

## Altri premi
- ACE Awards per la promozione di prodotti della moda
  - 2009 - Premio Stylemaker
- CFDA Fashion Awards per l'eccellenza nel fashion design
  - 2011 - Fashion Icon Award
- Clio Awards per l'innovazione e l'eccellenza creativa nella pubblicità, design e comunicazioni
  - 2012 - Short List (Music-Licensed)
  - 2014 - Bronze Winner (Experiential) per Bambole Gagadoll
  - 2014 - Short List (Ambient) per Bambole Gagadoll
  - 2016 - Gold Winner (Innovation) per Performance di Lady Gaga + Intel ai Grammy Awards
  - 2016 - Gold Winner (Partnerships) per Performance di Lady Gaga + Intel ai Grammy Awards
  - 2016 - Silver Winner (Stage Design) per Performance di Lady Gaga + Intel ai Grammy Awards
  - 2016 - Bronze Winner (Innovation Medium) per Performance di Lady Gaga + Intel ai Grammy Awards
  - 2016 - Short List (Events/Experiential) per Performance di Lady Gaga + Intel ai Grammy Awards
  - 2017 - Gold Winner (Partnerships & Collaborations) per Droni Intel X Super Bowl Halftime Show di Lady Gaga
  - 2017 - Sliver Winner (Event/Experiential) per Droni Intel X Super Bowl Halftime Show di Lady Gaga
  - 2017 - Bronze Winner (Brand Partnerships & Collaborations) per Droni Intel X Super Bowl Halftime Show di Lady Gaga
  - 2017 - Silver Winner (Music Videos) per John Wayne
- FiFi Award per chi si contraddistingue nell'industria dei profumi
  - 2013 - Candidatura come miglior nuova fragranza di una celebrità per Lady Gaga Fame[48]

- Guinness dei Primati, libro pubblicato annualmente contenente i record mondiali. Nel corso della sua carriera, Lady Gaga ha detenuto 16 Guinness dei primati.
  - 2009 - Maggior numero di settimane accumulate nella classifica inglese dei singoli in un anno per Just Dance (con Colby O'Donis), Poker Face, Paparazzi, LoveGame e Bad Romance
  - 2009 - Cantante femminile più scaricata digitalmente in un anno negli Stati Uniti
  - 2010 - Maggior numero di settimane nella classifica US Hot Digital Songs per Poker Face
  - 2010 - Maggior piazzamento di prodotti pubblicitari in un video per Telephone (con Beyoncé)
  - 2011 - Singolo venduto più velocemente su iTunes per Born This Way
  - 2011 - Album più veloce nelle vendite digitali in Inghilterra per The Fame
  - 2011 - Personaggio femminile più cercato su Internet
  - 2011 - Maggior possidente di impersonatori
  - 2011 - Persona più seguita su Twitter
  - 2011 - Celebrità più famosa nel mondo
  - 2013 - Album più veloce nelle vendite digitali negli Stati Uniti per Born This Way
  - 2014 - Cantante pop più seguita su Twitter
  - 2019 - Prima persona ad essere nominata agli Oscar come miglior attrice e per la miglior canzone nello stesso anno
  - 2020 - Prima cantante donna con 4 singoli che hanno venduto mondialmente 10 milioni di copie (Just Dance, Poker Face, Bad Romance e Shallow)[49]
  - 2025 - Cantante donna col maggior numero di ascoltatori mensili di sempre su Spotify
  - 2025 - Maggior affluenza per un concerto gratuito di un'artista donna